# Renașterea arabă
Renașterea arabă (în arabă النهضة — an-Nahḑa) reprezintă mișcarea culturală care a avut loc în țările din Orientul Apropiat începând cu secolul al XIX-lea, mai ales în cea de-a doua jumătate a acestuia.

## Context istoric
La sfârșitul secolului al XIX-lea și începutul secolului al XX-lea, țările arabe, cu câteva excepții, se aflau încă sub stăpânirea Imperiului Otoman. În această perioadă, influența occidentală a pătruns pe diverse căi în Imperiul Otoman, adică și în țările arabe. Această influență occidentală manifestată în diverse forme, a contribuit la crearea unor condiții favorabile nașterii conștiinței naționale și renașterii interesului pentru patrimoniul cultural de limbă arabă.
Cultura de limbă arabă, literatura beletristică din această epocă sunt legate într-o anumită măsură de apariția naționalismului arab, în sensul că sunt influențate de condiții asemănătoare. Printre evenimentele care au facilitat pătrunderea influenței occidentale în spațiul arabo-islamic se numără: debarcarea lui Napoleon în Egipt, ocuparea Algeriei de către Franța, prezența englezilor în Egipt, conferința de la San Remo (1920) și Tratatul de la Sèvres.

### Egipt
Incursiunea făcută de Napoleon în Egipt (iulie 1798) a marcat începutul ruperii de trecut. Invadatorul francez a adus la Cairo un tipar arab, pe care îl furase de la Vatican. A fost primul tipar arab de pe Valea Nilului. Napoleon l-a utilizat pentru publicarea unor broșuri de propagandă în arabă. În plus, a înființat o academie literară cu o bibliotecă. Până atunci, populațiile din lumea arabă duceau în general o viață închisă, tradițională, nefiind interesați de progresele lumii de afară sau de schimbare. Acest contact cu Occidentul a constituit un prim impact care a declanșat mișcarea intelectuală ce a marcat țările arabe în epoca respectivă.
Recunoscând implicațiile culturale ale unui asemenea contact, Muḥammad 'Alī a început să invite ofițeri din Franța și din alte țări europene să îi instruiască armata. De asemenea, a trimis studenți să învețe în Europa, urmând exemplul turcilor otomani. Muḥammad 'Alī a înființat școli de medicină, farmacie, inginerie și agronomie. În ciuda numărului mare de instituții create, puține au supraviețuit după moartea sa. Dintre succesorii săi, Ismā'īl (1863-1879) a angajat ofițeri americani la academia militară și a fost primul care a creat școli de fete în Egipt. Atitudinea sa proocidentală și-a găsit expresia în declarația pe care ar fi făcut-o că Egiptul este o parte integrantă a Europei. Aceste școli nu aveau dotări adecvate, nu aveau destule cadre didactice specializate și nici un număr suficient de manuale în arabă, limba de predare. O singură instituția creată de Ismā'īl s-a consolidat ulterior: biblioteca națională, pe care a inițiat-o cu câteva cărți strânse din palate și moschei și care acum conține peste o jumătate de milion de volume.
În timpul lui Ismā'īl, la Asiut a fost întemeiat (1865) un colegiu american, care încă funcționează. Colegiul American de fete din Cairo și-a început activitatea în 1861 ca școală primară. Cu șapte ani înainte Misiunea Americană Presbitariană a fost înființată în Egipt.
După model european, în această perioadă au început să apară școli, tipografii, reviste, societăți literare locale. Primul ziar arab din Egipt a fost al-waqā'i'u l-miṣriyya "evenimentele egiptene", fondat de Muḥammad 'Alī în 1828. În 1876, la Alexandria, a apărut pentru prima oară ziarul al-ahrām "piramidele".

### Siria și Liban
Deceniul în care Egiptul a ocupat Siria (1830-1840) a marcat istoria culturală a acelei țări. Ibrāhīm, fiul lui Muḥammad 'Alī, a subminat puterea conducătorilor locali, a impus un nou sistem de impozite și dreptul nemusulmanilor de a deține funcții în administrația locală. Spre deosebire de proclamațiile ulterioare ale sultanilor, proclamația sa din 1839 privind egalitatea în fața legii a adepților tuturor religiilor a intrat în vigoare imediat. Nu a ezitat să utilizeze forța împotriva musulmanilor din Damasc și Ṣafad, care aveau obiecții față de schimbarea statutului concetățenilor lor ẕimmi.
Dovezile unei politici liberale și a siguranței publice îi atrăgeau pe europeni mai mult ca oricând. Iezuiții, al căror ordin fusese suspendat de papă în 1773, reveneau în forță. În această perioadă, misionari protestanți - britanici și americani - s-au instalat în Liban. În 1838 a fost întemeiată Biserica Protestantă a Siriei. Cu trei ani înainte, tiparul misiunii americane a fost mutat din Malta la Beirut. De cealaltă parte a orașului, în 1853 iezuiții înființează Imprimerie Catholique. Ambele tipografii încep să publice traduceri ale Bibliei în araba modernă. Siria și-a avut prima tipografie arabă la Alep încă din 1702, adusă de creștini.
În 1866 se înființează cea mai importantă instituție de învățământ americană, Colegiul Protestant Sirian, acum Universitatea Americană din Beirut. De asemenea, activitatea educațională ieuită inițiată la începutul secolului al XVII-lea, a dus la fondarea în 1881 a Universității Saint-Joseph din Beirut. Chiar înaintea Universității Americane s-a înființat Scoala Americană de Fete de la Beirut (1830). Misiunea lazaristă, stabilită la Damasc încă din 1755, a înființat două decenii mai târziu o școală de băieți, cea mai veche instituție de învățământ modern din acel oraș. Aceste școli au servit drept model pentru instituțiile viitoare, fie publice, fie private.
În Siria, primul ziar  a apărut în 1858, când Ḫalīl al-Ḫūrī a întemeiat la Beirut Ḥadīqat al-Aḫbār "grădina știrilor". Doisprezece ani mai târziu, Buțrūs al-Bustānī (1819-1883), care conducea o școală și colabora cu misionarii americani, a lansat la Beirut o revistă politică, științifică și literară, al-Ğinān "grădinile", una din numeroasele publicații create de el. Motoul pe care l-a ales pentru noua revistă, "Patriotismul este o formă de religie", a căpătat sensuri profunde în limba arabă. În 1876, al-Bustānī a început publicarea unei enciclopedii arabe (Dā'irat al-Ma'ārif), realizând chiar el primele șase volume. Scrierile acestui gânditor arab, printre care se numără un dicționar și numeroase manuale de matematică și gramatică, au contribuit la nașterea conștiinței naționale și a mișcării naționale arabe.
Politica reacționară a sultanului 'Abdul-Ḥamīd la Istanbul i-a determinat pe intelectualii siro-libanezi să se îndrepte către Egiptul lui 
Ismā'īl, care se afla atunci în plină evoluție culturală. Avântul marii prese egiptene de limbă arabă datează din această vreme a animatorilor, egipteni sau siro-libanezi. Dar mișcarea, fără să se fi dezinteresat de problemele strict culturale, a devenit din acel moment, mai hotărât politică sau, mai degrabă, politico-religioasă, ajungând sub patronajul promotorului modernismului islamic, Ğamāl ad-Dīn Al-Afġānī, care s-a instalat la Cairo în 1879, punând acolo bazele unei noi școli a islamului.

## Arabism și reformism
Începutul Renașterii arabe este dat de creștini în contextul specific al ansamblului siro-libanez. Acești intelectuali au constatat eșecul confesionalismului în promovarea, față de Europa, a unei patrii unite. Ei s-au preocupat de regruparea diferitele apartenențe religioase într-un sentiment comun care să le depășească. Astfel, au încercat definirea națiunii arabe prin trecutul său, prin tradițiile sale: de unde recurgerea la arabism, conceput ca patrimoniu indivizibil al musulmanilor și al creștinilor, și la exaltarea limbajului său.
În aceași perioadă, a apărut un curent de reînnoire a islamului printr-o întoarcere la spiritul patrimoniului său clasic, pentru care araba reprezenta unul dintre elementele sale esențiale. Musulmanii ('Alī Pașa Mubārak în Egipt, familia Alūsī în Irak) au participat la această renaștere literară, la acest efort de redescoperire și de popularizare a trecutului arab: contribuția lor s-a accentuat după 1880.
Arabismul și reformisul  au urmat astfel, până în anii 1880, când același drum, când drumuri divergente. Au avut în comun faptul că s-au născut în aceleași centre: Siria-Liban, Egipt, iar către sfârșitul secolului, Londra și Paris. Au avut în comun, de asemenea, preocuparea pentru opera de reînnoire culturală, într-o arabă înviorată de contactul cu lumea modernă, dar care respecta normele esențiale ale morfologiei și ale sintaxei. Și tot în comun, deși cu diferite nuanțe, atitudinea față de Occident: dorința de a se inspira din progresele sale tehnice și politice, de a liberaliza, după exemplul lui, structurile administrative ale Orientului Apropiat. În plus, ambele mișcări s-au manifestat împotriva idei de ruptură totală cu Imperiul Otoman: Ğamāl ad-Dīn Al-Afġānī a continuat să-l perceapă drept sediul califatului, iar partizanii cei mai hotărâți ai ideii arabe, în ciuda criticilor aduse absolutismului sultanilor și hegemoniei turcești, nu luau în calcul posibilitatea secesiunii.

## Figuri ale Renașterii arabe

### Nāṣīf al-Yāziğī
Nāṣīf al-Yāziğī (1800-1871) este considerat urmaș al tradiției umaniste a culturii arabe clasice. El a aparținut unei familii înstărite de origine siriană, care s-a așezat într-un sat din apropiere de Beirut, unde s-a născut autorul. Cultura arabă tradițională a deprins-o de la un călugăr, apoi și-a îmbogățit-o prin lecturi din cele mai diverse: gramatică, retorică, lexicologie și poezie. Compunea versuri ocazionale de la o vârstă fragedă, în mare parte panegirice, adresate emirului, dar care n-au fost păstrate. În 1840 s-a mutat la Beirut,  unde a ajuns vestit ca unul dintre cei mai buni cunoscători ai limbii arabe clasice și ai științelor limbii. La Beirut a intrat în legătură cu misionarii protestanți americani, cărora le corecta scrierile în arabă și pe care îi ajuta la traducerea Bibliei. În 1863, când Buțrūs al-Bustānī a înființat Școala Națională, a fost invitat să predea acolo gramatica și să participe la revizuirea și corectarea primei părți din marele dicționar enciclopedic semnat de acesta. Mai târziu, este profesor la Școala Patriarhala și la instituția care va deveni apoi Universitatea Americană din Beirut.
Nāṣīf al-Yāziğī s-a preocupat de următoarele domenii: științele limbii, logică, drept canonic, medicină și muzică. Multe dintre lucrările sale au caracter didactic, sunt comentarii la vechi lucrări de gramatică sau retorică. O lucrarea lexicologică, un fel de dicționar se referă la anatomia corpului omenesc, precum și la diverse particularități și invalidități ale omului. Scrie și o introducere în logică, un mic manual pentru începători.
Nāṣīf al-Yāziğī a întocmit o culegere de maqame (piese în proză rimată și ritmată care abordează diverse teme: proverbe, zicători, reguli gramaticale, ghicitori, povești etc), intitulată Mağma' al-baḥrayn "La întretăierea celor două mări". Lucrarea a avut succes și după moartea sa, cunoscând mai multe ediții, printre care și două postume, publicate de fiul său Ibrāhīm al-Yāziğī.
De asemenea, scriitorul a alcătuit un mic tratat de medicină pentru toți în proză rimată, după moda întâlnită în perioada veche: al-ḥağar al-karīm fī aț-țibb al-qadīm "Piatra prețioasă, despre vechea medicină". Printre celelalte lucrări ale lui Nāṣīf al-Yāziğī se numără: o istorie a Libanului intitulată Epistolă despre istoria Libanului, care prezintă obiceiurile libanezilor, modul de viață al diferitelor pături sociale, istoria unor familii, o piesă de teatru intitulată Harun al-Rashid, piesă care a fost reprezentată pe scena Școlii Patriarhale din Beirut.

### Khalil Gibran

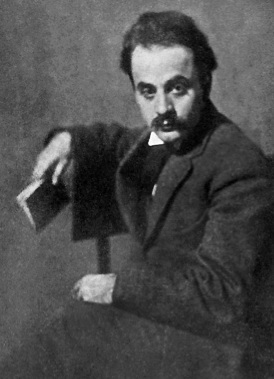
Khalil Gibran

Gibran Khalil Gibran face parte din categoria de scriitori arabi grupați sub eticheta de "literatura exilului" (adab al-mahğar), alături de Mikha’il Nu‘ayme și Amin al-Rihani.
Gibran s-a născut în nordul Libanului și a plecat în 1895 cu familia sa în Statele Unite, la Boston, unde a studiat pictura. A revenit în Liban pentru studii, iar în 1908 a pleacat la Paris. De asemenea, a vizitat mai multe capitale europene. La Paris continuă să facă pictură, l-a cunoscut pe Rodin, iar prin intermediul său a aflat de artistul și poetul englez William Blake, care-l va influența o lungă perioadă de timp, chiar și după întoarcerea sa în Statele Unite, la New York.
În Statele Unite a condus un fel de Asociație a Scriitorilor, numită ar-rābița al-qalamiyya. al cărei secretar era prietenul său Mikha’il Nu‘ayme. A publicat romane cu tentă socială despre umiliți și obidiți, printre care: Spirite rebele, Khalili, necredinciosul sau Aripi frânte.
Gibran a publicat în arabă și în engleză cărți care s-au bucurat de succes, mai ales în Egipt și în Occident, precum Profetul, publicată în limba engleză.
Gibran Khalil Gibran nu a fost un reprezentant tipic al Renașterii arabe, deși a influențat fără îndoială atmosfera intelectuală în lumea arabă din perioada în care a trăit și ulterior. A fost printre primii autori care le-au sugerat contemporanilor existența unui "spirit oriental" opus Occidentului materialist.